# À force de toi
Albums de Julie Pietri
Julie
(1980) Le Premier Jour
(1987)
Singles
1. Let's fall in love
Sortie : 1981
2. Je veux croire
Sortie : 1982
3. Et c'est comme si
Sortie : 1982
4. Amoureux fous
Sortie : 1983
5. Dernier appel
Sortie : 1984
6. Tora Tora Tora / À force de toi
Sortie : 1984

À force de toi est le 2e album de Julie Pietri, sorti en 1985 chez Carrère (dans la collection Disque d'Or et Cassette d'Or).
Portée par le succès des chansons Tora Tora Tora et A force de toi, en 1984 et 1985, et en réunissant les tubes Magdalena, Je veux croire, Et c'est comme si et Amoureux fous, la chanteuse valide avec cet album ses six premières années de carrière. Il s'agit à la fois d'un tout premier best of et d'un nouveau disque car, hormis Magdalena, il est constitué de titres encore jamais édités sur un album.

Comme dans l'opus précédent, certaines chansons sont des adaptations françaises de succès anglophones :
- Je veux croire est une adaptation fidèle de la chanson Why tell me why interprétée par la chanteuse hollandaise Anita Meyer.
- Et c'est comme si est l'une des chansons fétiches de Julie Pietri car elle signe son premier texte sur le tube des Pretenders intitulé I Go to Sleep (initialement créé par The Kinks).
- Over my head transformé en Dernier Appel est un hit de Toni Basil orienté Italo disco.
- Tora Tora Tora, réécrit par Jean-Michel Bériat, est également un hit de l'Italo disco chanté par le groupe Numero Uno.
- Enfin, la ballade A force de toi est une reprise de I should have known better du chanteur écossais Jim Diamond (ex-leader du groupe Ph.D.).

## Titres
1. Tora Tora Tora
Jean-Michel Bériat - Patrick Jaymes / F. & R. Bolland
2. A force de toi
Jean-Michel Bériat - Julie Pietri / Jim Diamond - Graham Lyle
3. Je veux croire
Claude Carrère - J. Schmitt / Duiser - Elias - Soler
4. Let's fall in love
Claude Carrère - Jean-Marie Moreau / P. Renaud
5. Dernier appel
Jeanne Fontaine - France Golde / Sue Shifrin
6. Amoureux fous (en duo avec Herbert Léonard)
Vline Buggy / Julien Lepers
7. Et c'est comme si
Julie Pietri / Ray Davies
8. Magdalena [1]
Jean-Marie Moreau / Juan Carlos Calderón
9. Aime-moi
Julie Pietri / Mat Camison
10. Pirate de charme
J. Cougaret - Michel Quereuil - Patrix Watelet

## Singles /45 tours
- Let's fall in love (1981)

Face B : Cœur sauvage (Jean-Marie Moreau / Alan Hawkshaw - Barry Mason)
- Je veux croire (1982)

Face B : Je reviendrai (Claude Carrère - J. Schmitt / Mat Camison - Claude Carrère)
- Et c'est comme si (1982)

Face B : Les oiseaux de l'aube blanche (J. Cougaret / Forrest - Racer - Wickfield)
- Amoureux fous (1983)

Face B : version instrumentale
- Dernier appel (1984)

Face B : Aime-moi
- Tora Tora Tora (1984)

Face B : A force de toi
- A force de toi (1985)

Face B : Tora Tora Tora